# Vorarlberger Architektur Institut
Das Vorarlberger Architektur Institut in Dornbirn ist eine Kultur- und Bildungseinrichtung zu den Themen Architektur und Baukultur und hat zudem besonderen Fokus auf Schnittstellenthemen wie Raumplanung, Städtebau, aber auch Soziologie, Ökologie, Philosophie und bildende und angewandte Künste. Das Institut ist eines der Österreichischen Architekturhäuser, die zusammen mit der Zentralvereinigung der Architekten Österreichs und der ÖGFA Österreichische Gesellschaft für Architektur die Architekturstiftung Österreich bilden. Das Vorarlberger Architektur Institut zeigt Ausstellungen, lädt zu Veranstaltungen, ist im Bereich der Architekturvermittlung für Kinder und Jugendliche aktiv und wirkt als Netzwerk.
Der Sitz des Institutes ist in Dornbirn. Es wird getragen von einem gleichnamigen Verein mit ca. 400 Mitgliedern. Gründungsobmann des Vereins ist der Architekt Wolfgang Ritsch. Aktueller und langjähriger Obmann ist Architekt Stefan Marte. Seit 2003 hält der Verein eine gemeinnützige GmbH, die von Verena Konrad als Geschäftsführerin und programmverantwortliche Direktorin geleitet wird.

## Geschichte
Das Vorarlberger Architektur Institut geht auf eine Initiative von Mitgliedern der ZV Zentralvereinigung der Architekten Vorarlbergs zurück. Im Februar des Jahres 1997 trafen sich rund zwanzig Architekten, Baukünstler und Vertreter von Baubehörden und Bauträgern zu einem Arbeitswochenende in der Propstei St. Gerold, um Zweck und Ziele einer Institution zur nachhaltigen Stärkung der Baukultur in Vorarlberg zu diskutieren. Im Anschluss daran erfolgte die Gründung des Vereines „vai Vorarlberger Architektur Institut“. Seit 2003 operiert die Geschäftsstelle des Vereins in dessen Auftrag als „vai gemeinnützige Vorarlberger Architektur Dienstleistung GmbH“. Seit 1997 engagieren sich Architekten und Akteure aus dem Baukulturgeschehen ehrenamtlich in diesem Verein.

## Ausstellungen (Auswahl)
- 2025: House Europe! "Power to Renovation - A Question of Value", Filminstallation, kuratiert von Verena Konrad, Filmproduzent: Arno Brandlhuber, Regie: Olaf Grawert
- 2024: POWER, eine Produktion des CIVA (Brüssel)
- 2024: Das Kranke(n)haus. Wie Architektur heilen hilft, eine Produktion des Architekturmuseums der TU München
- 2024: EUROPAN 17, eine Produktion von Europan Austria
- 2023: Refuse, Reduce, Re-use, Recycle, Rot. Strategien der Bau- und Materialwende, kuratiert von Clemens Quirin
- 2022: Kunst in der Lesezone | Andreas Fogarasi. 2028, kuratiert von Verena Konrad
- 2022: Mehr als gewohnt, kuratiert von Clemens Quirin
- 2022: What is architecture?, Videoinstallation und Präsentation, kuratiert von Verena Konrad mit dem Kollektiv WIA What is architecture?
- 2022: Siegrun Appelt, Le Corbusier Ronchamp, kuratiert von Verena Konrad
- 2022: Bildungsschock | Lernen, Politik und Architektur in den 1960er und 1970er Jahren, kuratiert von Tom Holert, Übernahme HDK Haus der Kulturen der Welt, Berlin
- 2021: Boden für alle, kuratiert von Karoline Mayer und Katharina Ritter, Übernahme Az W Architekturzentrum Wien
- 2021: Rudolf Wäger. Baukünstler, kuratiert von Marina Hämmerle, Martina Pfeifer Steiner und Markus Gohm
- 2021: Critical Care. Architektur für einen Planeten in der Krise, kuratiert von Angelika Fitz und Elke Krasny, Übernahme Az W Architekturzentrum Wien
- 2021: Kunst in der Lesezone | Judith Saupper, kuratiert von Verena Konrad
- 2021: Kunst in der Lesezone | Lorenz Estermann, kuratiert von Verena Konrad
- 2020: Vorarlberg. Ein Generationendialog, kuratiert von Sonja Pisarik, Übernahme Az W Architekturzentrum Wien
- 2020: Kunst in der Lesezone | Norbert Pümpel, kuratiert von Verena Konrad
- 2020: Kunst in der Lesezone | Annja Krautgasser, kuratiert von Verena Konrad
- 2019: BASEhabitat | Architektur für Entwicklung, kuratiert von Clemens Quirin (vai) und Elisabeth Judmaier (Kunstuniversität Linz)
- 2019: Lacaton & Vassal | Inhabiting, kuratiert von Arno Ritter, Übernahme aut.architektur und tirol
- 2019: Anna Heringer. This is not a shirt, kuratiert von Verena Konrad und Clemens Quirin
- 2019: Kunst in der Lesezone | Claudia Larcher, kuratiert von Verena Konrad
- 2018: Kunst in der Lesezone | Nives Widauer, kuratiert von Verena Konrad
- 2018: Legislating Architecture | Architecting after Politics (*****S), mit Arno Brandlhuber und dem Filmemacher Christopher Roth, kuratiert von Verena Konrad
- 2018: »Making of« Austrian Pavilion | Biennale Architettura di Venezia 2018, kuratiert von Verena Konrad
- 2018: Mit Erde gebaut, Martin Rauch und Lehm Ton Erde, kuratiert von Clemens Quirin
- 2018: Terra Award, kuratiert von Dominique Gauzin-Müller
- 2018: Das Beste aus »Plus-Minus«, Architekturkritik im Fernsehen, kuratiert von Verena Konrad
- 2017: Landschaftsräume, kuratiert von Verena Konrad
- 2017: Daheim | Bauen und Wohnen in Gemeinschaft, eine Produktion des DAM Deutsches Architekturmuseum, kuratiert von Annette Becker und Laura Kienbaum
- 2016: Architektinnen. Zugänge zur Arbeit Frauen in planenden technischen Berufen, kuratiert von Verena Konrad
- 2016: Aristide Antonas | Protocols of Athens, kuratiert von Evelyn Steiner, Übernahme SAM Schweizerisches Architekturmuseum
- 2015: Martin und Werner Feiersinger: ITALOMODERN 1, kuratiert von Arno Ritter, Übernahme aut.architektur und tirol
- 2015: Shifts | Architektur und Wirtschaftskrise, ein Projekt von POWERHOUSE Company (NL), kuratiert von Nanne de Ru
- 2015: Die Leichtigkeit des Seins. Aktuelle Bauten aus Holz in Frankreich, kuratiert von Dominique Gauzin-Müller
- 2015: Architektur ist Leben | Der Aga Khan Award for Architecture 2013, kuratiert von Bernardo Bader, Eva Grabher und der Aga Khan Foundation
- 2014: Unit Architektur | Architektur begreifen, kuratiert von Martina Pfeifer Steiner
- 2014: BUS:STOP Krumbach, kuratiert von Verena Konrad
- 2014: Getting Things Done | Exhibition in the Making, kuratiert von Wolfgang Fiel
- 2013: Armin Linke / Alpe, kuratiert von Verena Konrad
- 2013: Innenansicht Suedost. Muslime Glaubensräume in Vorarlberg, kuratiert von Marina Hämmerle mit Mitarbeit von Tobias Hagleitner, Margit Greinöcker und Azra Akzamija
- 2012: Wooden Boxes, kuratiert von Dörte Kuhlmann und Christina Simmel, eine Produktion des Institutes für Architekturwissenschaften | Abteilung für Architekturtheorie der TU Wien, Veranstalter Holzbaukunst Vorarlberg
- 2012: Hohe Auflage, kuratiert von Marina Hämmerle
- 2012: Raum, verschraubt mit der Zeit, eine Produktion des HDA Haus der Architektur Graz, kuratiert von Hubertus Adam und Eva Guttmann
- 2012: architecten de vylder vinck taillieu, eine Ausstellungskoopertion mit deSingel / International Art Campus Antwerp and VAi Vlaams Architectuurinstituut.
- 2011: Studio Mumbai, kuratiert von Wolfgang Fiel
- 2011: Der nicht mehr gebrauchte Stall, ein Gemeinschaftsprojekt mit Das Gelbe Haus, Flims – Fundaziun La Tuor, Samedan – Kunst Meran Merano Arte, Meran – Bündner Heimatschutz, Chur – Zeitschrift Hochparterre, Zürich, kuratiert von Christian Dettwiler, Susanne Waiz und Hans-Peter Meier in Zusammenarbeit mit Thomas Mennel
- 2010: Das fliegende Klassenzimmer, eine Co-Produktion von kunsthaus muerz, Institut für Architektur und Entwerfen, Technische Universität Wien, Institut für Kunst und Gestaltung, Technische Universität Wien, Institut für Kunst und Architektur, Akademie der bildenden Künste, Wien. Idee, Konzept und Gestaltung: Christian Kühn, Renate Stuefer und Antje Lehn
- 2010: Die unsichtbare Stadt, kuratiert von Robert Fabach, Werner Matt und Arno Gisinger